# Silvio Stampiglia
Silvio Stampiglia (14. března 1664 Lanuvio – 27. ledna 1725) byl italský básník, operní libretista a zakládající člen Accademia dell'Arcadia pod pseudonymem Palaemone Licurio.

## Život
Silvio Stampiglia začal studovat v Římě práva a matematiku. Brzy však studia opustil a zaměřil se na kariéru básníka a libretisty. Jeho první libreta byly serenády, které byly uváděny na soukromých představeních předních římských rodin. Psal rovněž texty pro oratoria, která se hrála v různých kostelech Říma. V roce 1690 se stal zakládajícím členem slavné akademie Accademia dell'Arcadia, v níž přijal jméno Palaemone Licurio.
V letech 1696–1704 sloužil v Neapoli u dvora místokrále. Zde napsal svá první libreta žánru opera seria pro divadlo Teatro San Bartolomeo. V roce 1704 působil na dvoře velkovévody Ferdinanda Medicejského ve Florencii, kde vytvořil několik libret, které byly uváděny v medicejské vile Pratolino. Od roku 1706 do roku 1718 byl dvorním básníkem a historikem na císařském dvoře ve Vídni. V roce 1718 se vrátil do Říma. Od roku 1722 až do své smrti žil v Neapoli.
Jeho syn, Louis-Marie, následoval svého otce; psal libreta, ale spíše působil jako překladatel a upravovatel cizích textů.

## Dílo
Stampigliova libreta byla velmi úspěšná. Zhudebňovali je přední operní skladatelé té doby jako Giovanni Bononcini, Luca Antonio Predieri, Nicola Porpora, Georg Friedrich Händel či Alessandro Scarlatti. Mexický skladatel Manuel de Zumaya zkomponoval v roce operu La Partenope na jeho libreto, která se tak stala první italskou operou provedenou v Novém světě.

### Opery
Uvedeno pouze první zhudebnění.
- La nemica d'Amore (hudba Giovanni Bononcini, 1692)
- La nemica d'Amore fatta amante (hudba Giovanni Bononcini, 1693)
- La costanza non gradita nel doppio amore d'Aminta (hudba Giovanni Bononcini, 1694)
- Xerse (hudba Giovanni Bononcini, 1694)
- Tullo Ostilio (hudba Giovanni Bononcini, 1694)
- Muzio Scevola (hudba Giovanni Bononcini, 1695)
- La notte festiva (hudba Giovanni Bononcini, 1695)
- Amore non vuol diffidenza (hudba Giovanni Bononcini, 1695)
- Amor per amore (hudba Giovanni Bononcini, 1696)
- Il trionfo di Camilla regina de Volsci (hudba Giovanni Bononcini, 1696)
- La caduta dei Decemviri (hudba Francesco Ballarotti, 1699 a Gaetano Andreozzi pod názvem Virginia, 1787)
- Turno Aricino (hudba Giuseppe Antonio Vincenzo Aldrovandini, 1702)
- L'incoronazione di Dario (hudba Giuseppe Antonio Vincenzo Aldrovandini, 1705)
- Etearco (hudba Giovanni Bononcini, 1707)
- Turno Aricino (hudba Giovanni Bononcini, 1707)
- La gara delle antiche eroine ne' campi Elisi (hudba Attilio Ariosti, 1707
- Napoli ritornata ai romani (hudba Carlo Agostino Badia, 1707)
- Il natale di Giunone festeggiato in Samo (hudba Giovanni Bononcini, 1708)
- La presa di Tebe (hudba Antonio Maria Bononcini, 1708)
- Li sagrifici di Romolo per la salute di Roma (hudba Giovanni Bononcini, 1708)
- Mario fuggitivo (hudba Giovanni Bononcini, 1708)
- Abdolomino (hudba Giovanni Bononcini, 1709)
- La Partenope (hudba Giuseppe Boniventi, 1709)
- Caio Gracco (hudba Giovanni Bononcini, 1710)
- L'arrivo della gran madre degli dei in Roma (hudba Giovanni Bononcini, 1713)

### Oratoriia
- Il martirio di' S. Adriano (hudba Francesco Antonio Pistocchi, 1692)
- San Nicola di Bari (hudba Giovanni Bononcini, 1693)
- Il pentimento di Davide (hudba Carlo Agostino Badia, 1708)
- Il martirio de' Maccabei (hudba Carlo Agostino Badia, 1709)
- La Giuditta (hudba Carlo Agostino Badia, 1710)
- L’interciso (hudba Antonio Maria Bononcini, 1711)

### Jiná jevištní díla
- Eraclea, o vero Il ratto delle Sabine (pasticcio; hudba Giovanni Bononcini, 1692)
- Endimione (favola per musica; hudba Giovanni Bononcini, 1706)